# Drosera peruensis
Drosera peruensis är en sileshårsväxtart som beskrevs av T.R.S.Silva och M.D.Correa. Drosera peruensis ingår i släktet sileshår, och familjen sileshårsväxter. Inga underarter finns listade i Catalogue of Life.

## Bildgalleri